# Каверзы (Витебская область)
Каверзы — деревня в Городокском районе Витебской области Белоруссии. Входит в состав Межанского сельсовета.
Находится примерно в 5 верстах к северо-западу от более крупной деревни Лялевщина.

## Население
- 1999 год — 38 человек
- 2010 год — 23 человека[3]
- 2019 год — 7 человек[1]